# اوسیتا
اوسیتا (به ایتالیایی: Ussita) یک منطقهٔ مسکونی در ایتالیا است که در استان ماچه‌راتا واقع شده‌است.

## خصوصیات
اوسیتا ۵۵٫۳ کیلومترمربع مساحت و ۴۳۶ نفر جمعیت دارد و ۷۴۴ متر بالاتر از سطح دریا واقع شده‌است.